# Сосновский, Александр Владимирович
Алекса́ндр Влади́мирович Сосно́вский (род. 1949) — белорусский государственный деятель. Министр культуры Республики Беларусь (1996—2000).

## Биография
Работал электромонтажником на Минском тракторном заводе.
Окончив исторический факультет Белорусского университета, работал мастером производственного обучения учебного комбината Миншинмонтажспецстроя, в 1980-е годы — заместителем директора ПТУ-148, директором ПТУ-114.
В 1991—1995 годы — заместитель председателя Мингорисполкома. Окончил Академию управления при Совете министров Белоруссии. С 1996 по 2000 год — министр культуры Республики Беларусь; освобождён от должности «за неудовлетворительное руководство данным Министерством, серьезные упущения в организации работы».